# Niekochana (nowela)
Niekochana – nowela Adolfa Rudnickiego z 1937 roku.

## Treść
Treścią utworu są dzieje toksycznego związku Noemi z Kamilem. Noemi jest zakochana w Kamilu, czuje się spełniona w miłości i nie wyobraża sobie życia bez niego. Z kolei Kamil nie kocha Noemi, ale tak naprawdę nie potrafi określić swoich uczuć. Związek z dziewczyną odczuwa jako pogwałcenie swojej wolności, z drugiej jednak strony nie umie się rozstać z kochającą go i wszystko wybaczającą Noemi. Dzieje tej miłości to powtarzające się zerwania i powroty. 

## Ekranizacje
- Niekochana – film z 1965 roku